# Torrent del Carant
El Torrent del Carant està situat en el terme municipal d'Isona i Conca Dellà, dins del territori de l'antic terme d'Orcau.
Aquest torrent es forma al nord-oest del poble d'Orcau, a la Costa de Riu, prop del Coll d'Orcau. Al cap d'una mica marca tot el límit sud-occidental del nucli principal del poble, atès el desnivell que hi ha en aquest lloc. A la banda dreta, enfront del poble actual, hi havia hagut un raval d'Orcau, actualment en ruïnes.
Superat pel sud-est el poble d'Orcau, el torrent baixa cap al sud-est fins que, a l'alçada del quilòmetres 3 de la carretera d'Orcau, canvia cap al sud primer, després cap al sud-oest, per abocar-se en el barranc de la Collada a prop de la Cabana de Manget i de les Boïgues, les Marigueres i los Coscolls.
El barranc de la Collada després aflueix en el riu d'Abella.

## Etimologia
Aquest torrent pren el nom, segons Joan Coromines, del mot d'origen sorotàptic karanto, amb el significat de canaleta o barranquet pendent i rocós per on sol saltar l'aigua, que dona molts topònims a la Ribagorça, Pallars i vall del Segre.